# Georg von Sonntag
Georg von Sonntag (* 5. März 1786 in Philadelphia; † 11. März 1841 in Odessa) war ein russischer Marineoffizier US-amerikanischer Abstammung, in russischen Diensten seit 1811, Hafenkapitän und Leiter der Quarantäne in Odessa.

## Leben
Georg von Sonntag (oder George Sykes Sonntag) war Sohn des deutschen Offiziers Wilhelm Ludwig von Sonntag, der aus Pforzheim stammte. Bei Sonntags handelt es sich um ein altes schweizerisches Adelsgeschlecht.

Seine Mutter war Hannah Wright, Tochter des Samuel Wright aus Wright Town, New Jersey.
Als zwölfjähriger Junge wurde er auf eine Art Kriegsschulschiff der US-Marine gebracht und absolvierte seine Ausbildung im Jahre 1808. Anschließend diente George Sykes Sonntag als Offizier auf der Fregatte USS Wasp. Im Jahre 1809 unternahm er eine Reise ins Mittelmeer, besuchte mehrere europäische Länder und kam schließlich nach Russland. In Sankt Petersburg traf er Jean-Baptiste Prevost de Sansac de Traversay, einen alten Freund seines Vaters. Er trat zuerst als Volontär in die russische Marine ein. Am 14. März 1811 erhielt er schließlich seine Zuteilung zur Flotte auf dem Schwarzen Meer und reiste dorthin ab. Sonntag nahm an den Napoleonischen Kriegen im Regiment der Dorpater Jäger zu Pferde teil, wofür er zahlreiche Auszeichnungen erhielt, unter anderem den Orden Pour le Mérite.
Sein Versuch, nach Philadelphia zurückzukehren, schlug fehl. Sonntag schiffte sich in Brest nach Cádiz ein und von hier aus fuhr er mit einem spanischen Schiff nach Rio de Janeiro. Bis dorthin verlief seine Reise glücklich. Sonntag entschloss sich zu einer Landreise von Rio nach Philadelphia. Nachdem er eine weite Strecke zurückgelegt hatte, wurden ihm in Mexiko sein Geld, sein Gepäck und seine Papiere entwendet. Schweren Herzens gab er seine Reise auf und kehrte nach Rio zurück. Hier borgte er das zur Überfahrt nach Europa nötige Geld und nahm einen Platz auf einem englischen Schiff, wobei er sich als ein russischer Offizier ausgab. Zurück in Europa besuchte er seine Verwandten in Stuttgart und Frankfurt am Main, reiste 1816 mit dem württembergischen Kronprinzen Wilhelm nach Sankt Petersburg und trat erneut in die russischen Dienste ein.
Im Januar 1817 heiratete er Anna Juschkowa, eine Nichte des russischen Dichters Wassili Andrejewitsch Schukowski. Die einzige Tochter, Marie, heiratete später den österreichischen Konsul in Odessa Ludwig von Gutmannsthal-Benvenuti. Georg von Sonntag nahm die russische Staatsangehörigkeit an. Nach einer Karriere als Marineoffizier und Kapitän wurde er zum Hafenkapitän in Odessa befördert. Auch übertrug man ihm die Leitung der dortigen Quarantäneaufsicht. Insbesondere bei der Bekämpfung der Pest in Odessa in den Jahren 1830 und 1837 erwarb er viele Verdienste. Von Sonntag war der engste Mitarbeiter des Generalgouverneurs Michail Semjonowitsch Woronzow. Sein Enkel, Nikolaj von Gutmannsthal-Benvenuti, veröffentlichte im Jahre 1903 in Laibach seine Biografie.